# Camargoia pilicornis
Camargoia pilicornis là một loài Hymenoptera trong họ Apidae. Loài này được Ducke mô tả khoa học năm 1911.